# 刘买 (梁王)
刘买（？—前137年），汉朝宗室，西汉第六代梁王。
其父梁孝王刘武是汉文帝刘恒的次子，参与平定七国之乱，母亲是李太后。景帝中元五年（前145年），刘买获封为乘氏侯。乘氏侯国，在今山东省菏泽市境。前144年，其父刘武死后，死后梁国一分为五：长子梁共王刘买；次子济川王刘明；三子济东王刘彭离；四子山阳王刘定；五子济阴王刘不识。刘买袭位梁王，在位七年。前137年，刘买去世，谥号恭或共，他的儿子刘襄嗣位。

## 子嗣
- 梁平王刘襄
- 張梁哀侯刘仁（－前115年）

## 墓葬
梁孝王刘武、梁共王刘买、梁平王刘襄、梁顷王刘毋伤、梁敬王刘定国、梁夷王刘遂、梁荒王刘嘉等梁王。

## 延伸阅读
[在维基数据编辑]
 《史記/卷058》，出自司馬遷《史記》